# 소아암도
소아암도(小兒岩島)는 인천광역시 연수구에 위치했던 면적 60평의 섬이다. 1981년 육지화되었다.